# Inger Juel
Else Maren Dorthe Inger Wibeke Nielsdotter Juel Swahn, född Juel den 18 september 1926 i Jönköping, död 12 augusti 1979 i Lund, var en svensk skådespelare och sångerska. Hon var dotter till översten Niels Juel och sångerskan Karin Juel.

## Biografi
Inger Juel genomgick Dramatens elevskola 1944–1947. Hon debuterade på film 1947 i Anders Henriksons Det vackraste på jorden och medverkade i sammanlagt 27 långfilmer.
Juel skivdebuterade 1948 och spelade in ett flertal grammofonskivor under sin karriär. Hon var medlem i Juel-trion där även hennes mor och halvbror Bengt Järrel ingick.
På teaterscenen blev hon hyllad för sina insatser i operetter och musikaler som bland annat Tolvskillingsoperan och Oh mein Papa. Hon spelade i Knäppupp-revyn Ryck mej i snöret 1964 och i Hagge Geigerts revy Slaget om Andersson på Lisebergsteatern i Göteborg 1967.
Inger Juel var 1948–1953 gift med flygofficeren Ulf Björkman, 1954 med direktör Tord Andersén, 1962 med den danske journalisten Mogens Lind, blev änka 1967, och gifte sig sista gången 1968 med professor Jan-Öjvind Swahn. I första giftet blev hon mor till sångerskan Thérèse Juel. 1960 fick hon sonen Mikael Juel.
Juel är begravd på Norra begravningsplatsen i Stockholm.

## Filmografi (urval)
- 1947 – Det vackraste på jorden
- 1948 – Vart hjärta har sin saga
- 1949 – Jungfrun på Jungfrusund
- 1949 – Vi flyger på Rio
- 1949 – Kvinnan som försvann
- 1949 – Fängelse
- 1952 – Oppåt med Gröna Hissen
- 1952 – En fästman i taget
- 1954 – De röda hästarna
- 1954 – Dans på rosor
- 1954 – Café Lunchrasten
- 1955 – Farligt löfte
- 1955 – Giftas
- 1958 – Linje sex
- 1959 – Guldgrävarna
- 1960 – Tre önskningar
- 1961 – Karneval
- 1963 – Prins Hatt under jorden
- 1965 – Nattmara
- 1967 – Den vassa eggen
- 1968 – Vindingevals
- 1972 – Dumbo (röst)
- 1973 – Tom Sawyers äventyr

### TV-serier, TV-teater
- 1961 – Katten och kanariefågeln (TV-serie)
- 1961 – Frisöndag (TV-serie)
- 1962 – Välkomstmiddag (TV-serie)
- 1967 – Gumman som blev liten som en tesked (TV-serie)

## Teater

### Roller (urval)
| År   | Roll          | Produktion                                                                    | Regi            | Teater        |
| ---- | ------------- | ----------------------------------------------------------------------------- | --------------- | ------------- |
| 1954 |               | Oh, mein Papa Erik Charell och Paul Burkhard                                  | Hansjörg Boeger | Södra Teatern |
| 1957 | Lucille Early | No, No, Nanette Vincent Youmans, Otto Harbach, Frank Mandel och Irving Caesar | Egon Larsson    | Oscarsteatern |
| 1961 | Änkan         | Det är aldrig för sent Felicity Douglas                                       | Åke Falck       | Intiman       |
| 1964 | Medverkande   | Nya ryck i snöret, revy Emil Norlander, Povel Ramel, Beppe Wolgers            | Åke Falck       | Idéonteatern  |